# Javier Cook
Javier Cook (* 1961 in Madrid) ist ein deutscher Footballtrainer.

## Leben
Cooks Laufbahn als Trainer im American Football begann 1987, als er die Betreuung der zweiten Herrenmannschaft der Berlin Adler übernahm. Diese Aufgabe übte er auch 1988 aus. Von 1989 bis 1991 war er als Cheftrainer der Berlin Rebels tätig. Die Hauptstädter führte er 1991 zum Gewinn des Meistertitels in der 2. Liga Nord. Cook kehrte zu den Berlin Adlern zurück und gehörte ab 1992 dem Trainerstab der Bundesliga-Mannschaft der Hauptstädter an: Im Spieljahr 1992 war er dort Angriffskoordinator, danach von 1993 bis 1995 für die Koordinierung der Verteidigungsarbeit zuständig. 1996 kehrte er ins Amt des Angriffskoordinators zurück.
Cook verließ Berlin und betreute 1997 und 1998 die Hildesheim Invaders als Cheftrainer in der zweiten Liga. Er führte die Niedersachsen 1997 auf den dritten und 1998 auf den zweiten Platz der Nordstaffel. Im Jahr 1999 weilte er als Gasttrainer bei der Hochschulmannschaft der Syracuse University in den Vereinigten Staaten. 2001 war er wieder für die Berlin Adler tätig und übernahm dort abermals die Aufgabe als Angriffskoordinator.
Die Saison 2003 war Cooks erste als Cheftrainer der Dresden Monarchs in der höchsten deutschen Spielklasse, der GFL. 2004 stießen die Sachsen unter seiner Leitung ins GFL-Halbfinale vor. Zur Saison 2005 wechselte Cook zu den Bergamo Lions nach Italien und arbeitete dort zunächst als Verteidigungskoordinator, 2006 dann als Cheftrainer. 2005 stand er mit Bergamo im Eurobowl, verlor dort aber gegen Wien. In beiden Jahren (2005 und 2006) weilte er jeweils in der Zeit, in der der Spielbetrieb in Italien ruhte, an der Magnolia High School im US-Bundesstaat Kalifornien und gehörte zum Trainerstab der dortigen Footballschulmannschaft. 2007 war Cook Berater der Munich Cowboys und arbeitete in dieser Funktion wie schon 1995 in Berlin und 2005 in Bergamo mit Münchens damaligem Cheftrainer John Rosenberg zusammen.
Im Januar 2008 trat Cook das Amt des Cheftrainers der Braunschweig Lions an. Im Spieljahr 2008 führte er die Niedersachsen zum Gewinn des deutschen Meistertitels, in der Saison 2009 musste er sich mit den Braunschweigern mit dem letzten Tabellenrang der GFL-Nordstaffel begnügen.
2010 wurde Cook wieder für die Berlin Rebels tätig und übernahm zunächst die Koordinierung der Verteidigung, 2014 des Angriffs, 2015 dann das Amt des Cheftrainers. Nach dem Ende der Saison 2015 verließ er die Mannschaft aus beruflichen Gründen.